# Tarphius kiesenwetteri
Tarphius kiesenwetteri là một loài bọ cánh cứng trong họ Zopheridae. Loài này được Heyden miêu tả khoa học năm 1870.